# Wisu
Wisu  (o Isu) è la regione posta lungo il corso superiore del fiume Kama (attuale kraj di Perm' della Russia) nelle opere medievali dei viaggiatori arabi come Ahmad ibn Fadlan e Al-Gharnati, i quali menzionavano il fatto che l'area pagasse i tributi alla Bulgaria del Volga. Nelle cronache russe la stessa regione è nota come Grande Permia.

## Fonti
- "Вису" (Tataro). Enciclopedia Tatara. Kazan: Accademia della Repubblica del Tatarstan dell'Istituto di Scienze dell'Enciclopedia Tatara. 2002.